# سنیه
سنیه (صربی: Senje}} یک منطقهٔ مسکونی در صربستان است که در Pomoravlje District واقع شده‌است.
 سنیه  ۱٬۴۶۸ نفر جمعیت دارد.